# Marriott világkereskedelmi központ

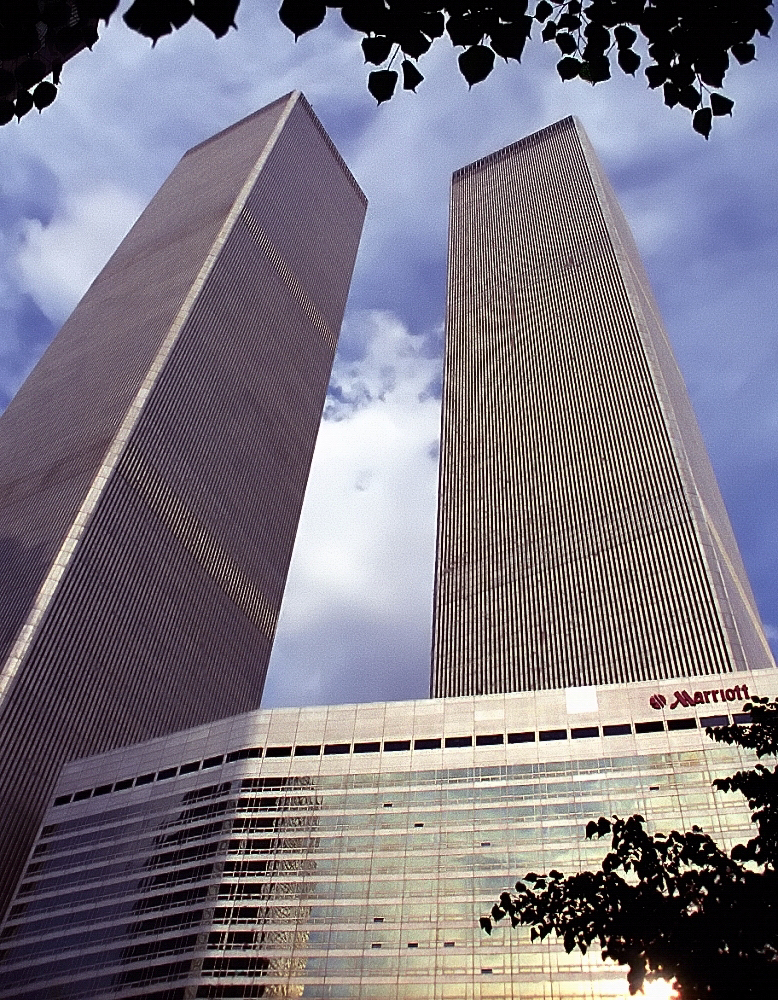
A Marriott Hotel a Világkereskedelmi Központ ikertornyai között 2001 májusában.

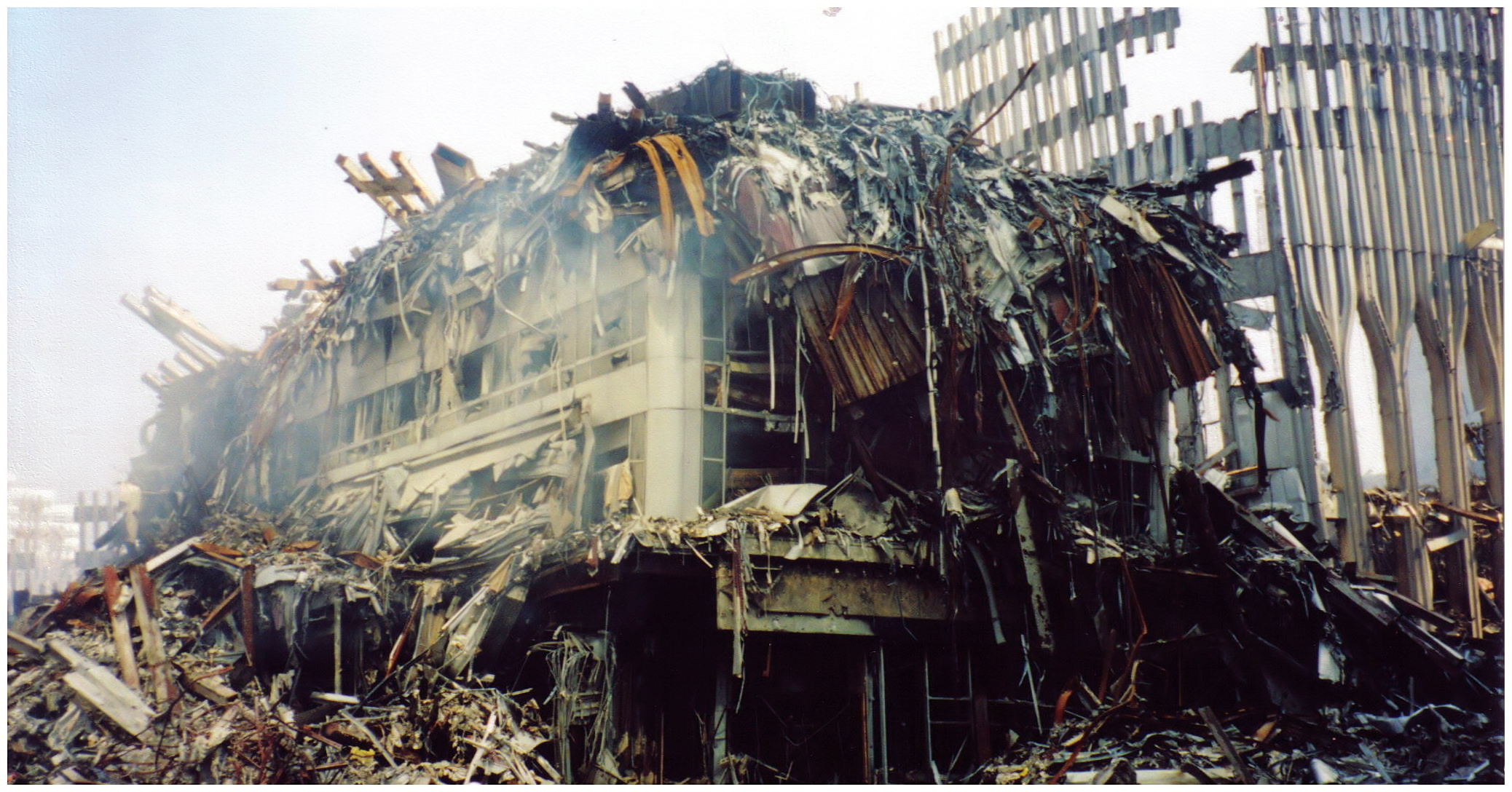
A hotel romjai a szeptember 11-ei terrortámadások után.

A Marriott világkereskedelmi központ egy 825 szobás, 22 emeletes szálloda volt, mely 1981 júliusában nyílt meg Vista International Hotel néven. A Világkereskedelmi Központ harmadik épületeként is ismert létesítmény Manhattanben, New Yorkban, a Világkereskedelmi Központnál helyezkedett el. A hotel ma már nem üzemel, ugyanis a 2001. szeptember 11-ei terrortámadásokban megsemmisült. A szállodát az új Világkereskedelmi Központ részeként nem építették újjá. 
Az épület 73 méter magas volt. A Skidmore, Owings és Merrill tervezte és eredetileg a New York-i Kikötői Hatóság és a KUO Hotels of Korea tulajdonában állt. 1995-ben eladták a Host Marriott Corporationnak.

## Az 1993-as terrortámadás
1993. február 26-án, pénteken a szálloda súlyosan megsérült egy bombamerénylet következtében. Az Al-Káida-hoz köthető terroristák egy 682 kilogramm robbanóanyaggal megrakott teherautót parkoltak le hotel alatti mélygarázsban, majd felrobbantották azt. A robbanás súlyosan megrongálta az épületegyüttes föld alatti szintjeit. Az épületet 1994 novemberében nyitották meg újra.

## A szeptember 11-ei terrortámadások
2001. szeptember 11-én a hotel közel 1000 vendéget szállásolt el.
Amikor az American Airlines 11-es járata az Északi toronyba csapódott, annak futóművei a hotel tetejére zuhantak. A Déli torony összeomlása a hotelt ketté vágta, majd az Északi torony leomlása a megmaradt részeket is elpusztította, egy kisebb résztől eltekintve. Ezt a részt a '93-as bombarobbantás után megerősítették, ennek köszönhetően, 14 ember, akik itt tartózkodtak, túlélték a tornyok leomlását. Körülbelül 40 ember halt meg a hotel területén, beleértve 2 szállodai dolgozót és sok tűzoltót.
2002 januárjára a szálloda romjait teljesen eltakarították. Most a Szeptember 11-e múzeum áll a helyén.